# Sân vận động Ghazi
Sân vận động Ghazi (tiếng Pashtun: غازي لوبغالی; tiếng Ba Tư: ورزشگاه غازى) là một sân vận động đa năng nằm ở phía đông của Kabul, Afghanistan. Sân chủ yếu được sử dụng cho các trận đấu bóng đá. Sân đôi khi được gọi bằng những tên khác như Sân vận động Liên đoàn bóng đá Afghanistan. Sân được xây dựng dưới triều đại của vua Amanullah Khan vào năm 1923, người được coi là Ghazi (Anh hùng) của nước này, vì đã lãnh đạo Afghanistan giành chiến thắng trong Chiến tranh Anh–Afghanistan lần thứ ba và giành được độc lập cho quốc gia của mình sau Hiệp ước Anh-Afghanistan 1919. Sân vận động có sức chứa 25.000 người sau khi lắp đặt ghế ngồi.
Sân vận động Ghazi đã được cải tạo vào năm 2011, toàn bộ mặt sân được gỡ bỏ và thay thế bằng mặt cỏ nhân tạo mới. Sân vận động này cũng tổ chức các sự kiện thể thao lớn.

## Sự kiện

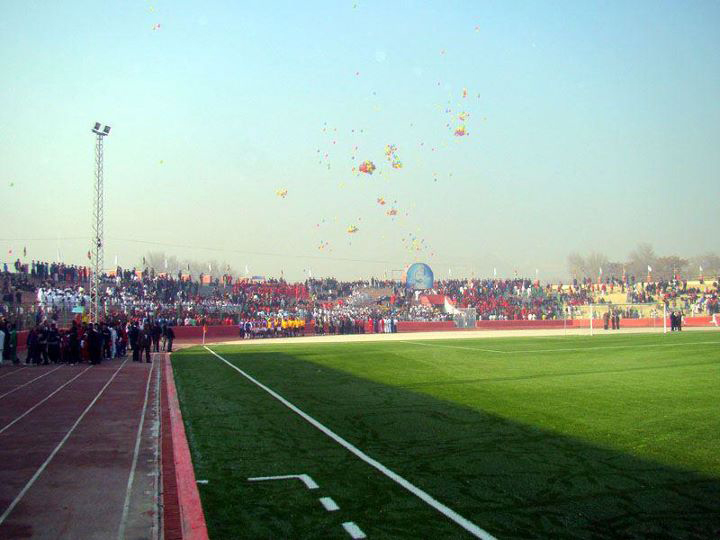
Đám đông tại sân vận động vào tháng 1 năm 2012

Trận đấu quốc tế đầu tiên được tổ chức tại Sân vận động Ghazi là trận đấu bóng đá giữa Afghanistan và Iran vào ngày 1 tháng 1 năm 1941, trận đấu kết thúc với tỷ số hòa mà không có bàn thắng nào được ghi. Năm 1963, nhạc sĩ người Mỹ Duke Ellington đã tổ chức một buổi hòa nhạc tại đây như một phần của chuyến lưu diễn của ông được Bộ Ngoại giao Hoa Kỳ tài trợ.
Vào cuối thập niên 1990, nơi đây được sử dụng làm nơi hành quyết công khai của chính quyền Taliban.
Sân hiện được sử dụng chủ yếu cho các trận đấu bóng đá giữa các đội từ các tỉnh khác nhau của Afghanistan cũng như các trận đấu quốc tế.
Sân vận động cũng có các cơ sở tập luyện cho đội tuyển quyền Anh nữ quốc gia Afghanistan, đã được ghi lại trong bộ phim The Boxing Girls of Kabul.

## Nâng cấp
Vào ngày 15 tháng 12 năm 2011, Ủy ban Olympic Quốc gia Afghanistan đã tổ chức lễ khánh thành Sân vận động Ghazi mới được cải tạo ở Kabul. Được tổ chức bởi Ủy ban Olympic Afghanistan, sự kiện này có sự tham gia của Đại sứ quán Hoa Kỳ tại Afghanistan Ryan Crocker, Chủ tịch Ủy ban Olympic Afghanistan, Trung tướng Mohammad Zaher Aghbar, và Tư lệnh Lực lượng Hỗ trợ An ninh Quốc tế Afghanistan, Tướng John R. Allen.
Sự kiện thu hút gần 5.000 khán giả, bao gồm một cuộc diễu hành của các vận động viên trên đường chạy điền kinh, phát biểu khai mạc, cắt băng khánh thành và hai trận đấu bóng đá giữa cả hai đội bóng đá nam và nữ. Mặt cỏ sau khi được nâng cấp sẽ được FIFA chứng nhận đạt tiêu chuẩn quốc tế, cho phép tổ chức các trận đấu trong tương lai.